# Louis Herman
 (janvier 2023).
Louis Herman est un biologiste marin américain né le 16 avril 1930 et mort le 3 août 2016. Il est principalement connu pour ses travaux sur les capacités sensorielles et la cognition des dauphins et des baleines à bosse. Il est notamment à l'origine de la fondation du Kewalo Basin Marine Mammal Laboratory (KBMML), à Honolulu. Il a également créé en collaboration avec Adam Pack le Dolphin Institute en 1993, une organisation à but non-lucratif dédiée à l'éducation, la recherche et la conservation des dauphins et des baleines.
Au total, Louis Herman a publié 120 articles.